# Rio Dogoş
O Rio Dogoş é um rio da Romênia, afluente do Olt, localizado no distrito de Covasna.